# 卡里姆·恰爾汗奧盧
卡里姆·恰爾汗奧盧（德語：Kerim Çalhanoğlu；2002年8月26日—）是一位德國足球運動員，在場上的位置是左中場。現時被德甲球隊沙爾克04外借至德國足球乙級聯賽球隊辛特侯遜。